# Salvia indica
Salvia indica är en kransblommig växtart som beskrevs av Carl von Linné. Salvia indica ingår i släktet salvior, och familjen kransblommiga växter. Inga underarter finns listade i Catalogue of Life.

## Bildgalleri

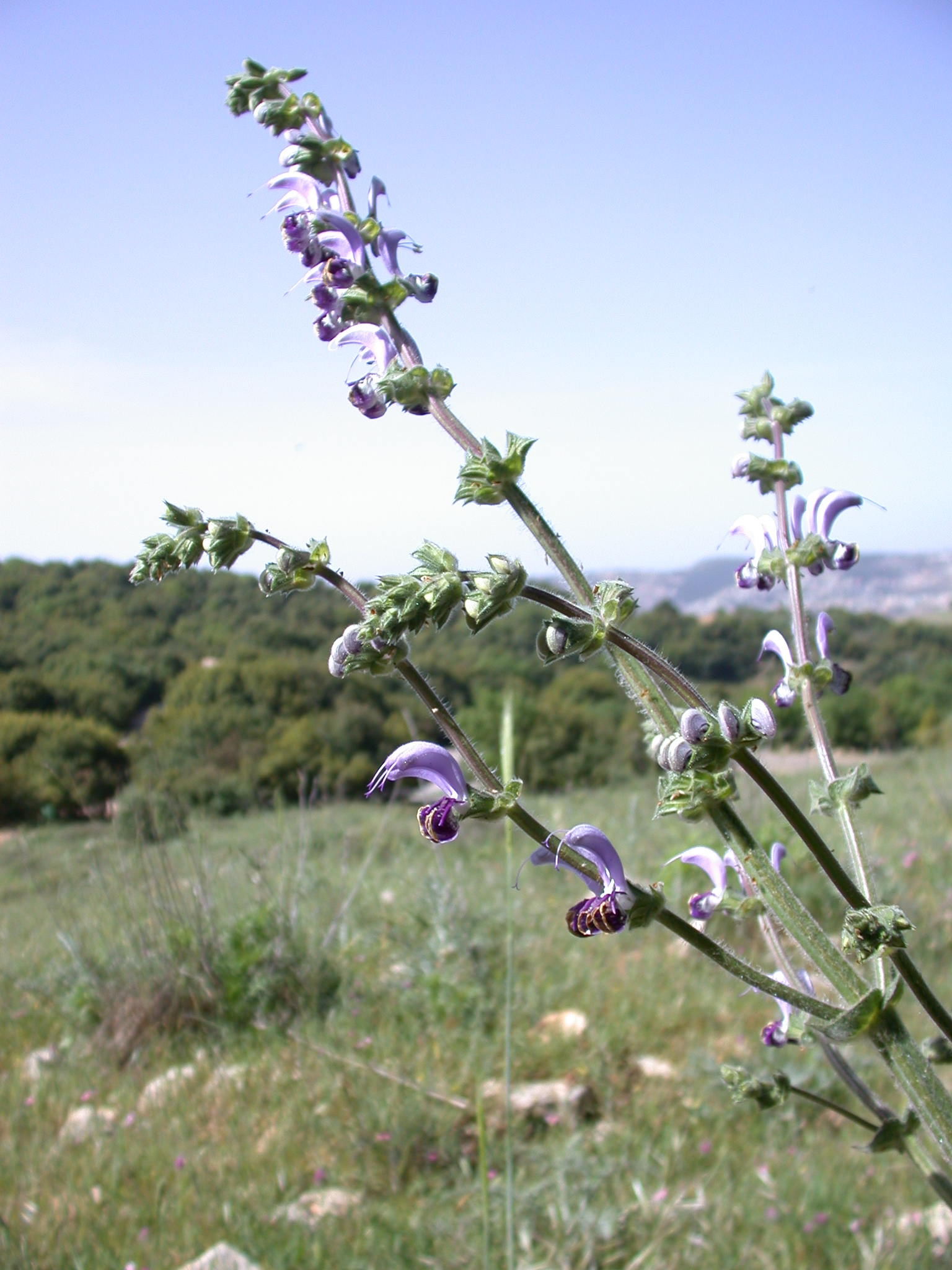
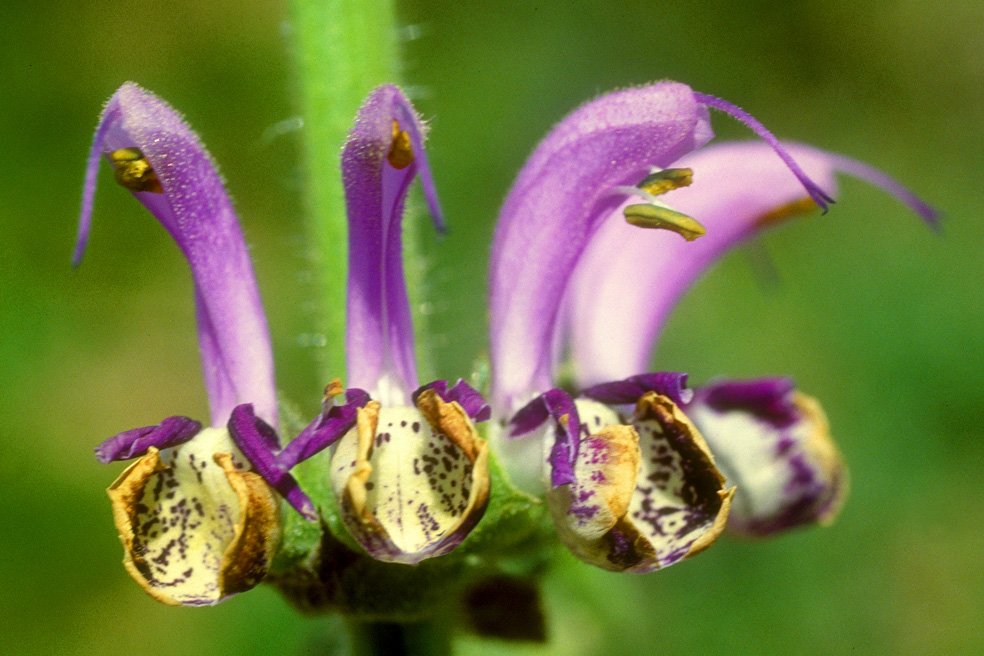